# 于廷寅
于廷寅（1501年—？年），字貳卿，號曹峯，浙江紹興府餘姚縣人，明朝政治人物。

## 生平
嘉靖十年（1531年）辛卯科浙江鄉試第五名舉人，嘉靖十一年（1532年）壬辰科第二甲第五十三名進士。觀兵部政。授刑部主事，升员外，出为山东佥事，十八年七月黜为民。

## 家族
曾祖于慶誼，監生；祖于瑛；父震，知縣；嫡母舒氏；生母胡氏。具慶下，妻嚴氏，兄廷諤。